# Augustin Mongin
Pour les articles homonymes, voir Mongin.
Augustin Mongin (1843-1911) est un peintre, graveur sur bois, aquafortiste et illustrateur français.

## Biographie

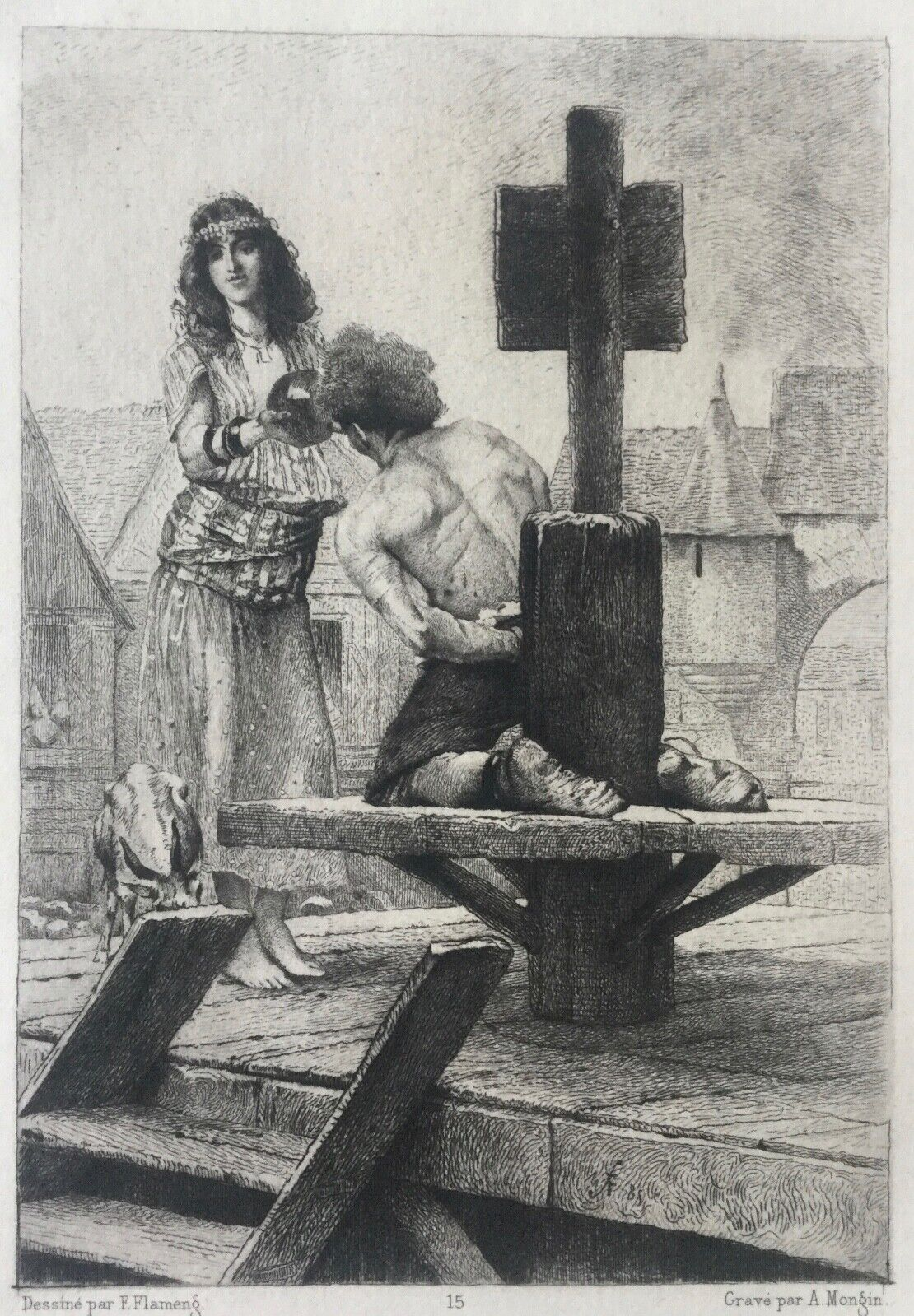
« Une larme pour une goutte d'eau », eau-forte d'après Flameng (éditions Hébert, 1885-1888).

Augustin Mongin étudie le dessin et la gravure auprès de Léon Gaucherel. Il fait ses débuts au Salon de Paris en 1874, exposant une gravure d'après Le Cheval de l'ordonnance (1869), une toile d'Ernest Meissonier ; il habite au 116 rue d'Assas. En 1876, il y reçoit une médaille de troisième classe, puis, en 1885, au Salon des artistes français, une médaille de seconde classe. Il devient alors membre-sociétaire de ce salon, où il expose régulièrement jusqu'en 1904 ; à cette époque, il déclare résider au 25 de l'avenue du Maine. En 1879 et 1881, il expose ses travaux à la Royal Academy of Arts (Londres). En 1895, il participe à l'exposition de Bordeaux.
Membre de la Société des aquafortistes français, il en devient président.

## Ouvrages illustrés
- Les ruelles du XVIIIe siècle de Léon de Labessade, préface par Alexandre Dumas fils, eaux-fortes, Paris, Librairie ancienne et moderne Édouard Rouveyre, 1879.
- Le Capitaine Fracasse de Théophile Gautier, 3 volumes, gravures d'après des dessins de Charles Édouard Delort, Paris, Librairie des bibliophiles, 1884.
- Œuvres complètes de Victor Hugo, édition définitive Hetzel-Quantin : suite de 100 gravures d'après François Flameng, Paris, L. Héber, [1888].